# Pro Ecclesia et Pontifice
Pro Ecclesia et Pontifice (Latijn: Voor Kerk en Paus) is een pauselijke onderscheiding voor bewezen diensten aan de Rooms-Katholieke Kerk of het rooms-katholieke geloof.
De onderscheiding is ingesteld op 17 juli 1888 door paus Leo XIII, ter gelegenheid van zijn vijftigjarig jubileum als priester. De onderscheiding werd oorspronkelijk in brons, zilver en goud uitgereikt, maar in 1908 bepaalde paus Pius X dat de medaille alleen nog in goud zou worden uitgereikt. De huidige medaille heeft een ander ontwerp gekregen, met op de voorkant de apostelen Petrus en Paulus in twee halfronde nissen en de tekst PRO ECCLESIA ET PONTIFICE, en hangt aan een geel en wit lint, de pauselijke kleuren.
Boven de twee halfronde nissen is het wapen van de regerende paus met de tiara en de sleutels van Sint-Petrus afgebeeld. Op de einden van de andere drie armen is een kruis afgebeeld.
De onderscheiding werd ingesteld in een Apostolische brief die naar de aanhef " Quod Singulari Dei Concessu" wordt genoemd. In eerste instantie was het kruis dat in brons, zilver en goud werd geslagen gedacht voor medewerkers en medewerksters aan het Pauselijk vijftigjarig priesterjubileum.
Paus Pius X maakte in 1908 een einde aan het uitreiken van bronzen en zilveren kruisen. De kunstzinnige Paus Paulus VI die veel van beeldhouwwerk en reliëfs hield en de kerkelijke kunst wilde vernieuwen en aanmoedigen liet een nieuw ontwerp voor het kruis maken. Hij wijzigde ook de kleur van het lint in goud en zilver.

## Geschiedenis

### De oude versie van het kruis
Het oude kruis was een kruis fleury met lelies in de armen van het kruis. In het midden was een klein rond medaillon met het portret van Paus Leo XIII aangebracht binnen een ring met de woorden "Leo XIII P. M. Anno X". Het kruis was in het tiende jaar van zijn pontificaat ingesteld. Op de keerzijde is het pauselijk wapen van Leo XIII met de woorden "Pro Ecclesia et Pontifice" aangebracht. De armen van de keerzijde stelden vier kometen voor zoals die, samen met lelies, voorkomen op het familiewapen van de adellijke familie der Pecci, het geslacht waaruit Paus Leo XIII stamde.
De keerzijde droeg de woorden "PRID(ie)", "CAL(culatio)" en "IAN(uar)" met het jaartal "1888".

### Het decoratiebeleid van de katholieke kerk
De medaille wordt uitgereikt aan katholieke gelovigen die ten minste 45 jaar oud zijn en zich gedurende ten minste 25 jaar verdienstelijk hebben gemaakt voor het katholieke geloof of de Kerk, of die zich gedurende ten minste 25 jaar verdienstelijk hebben gemaakt.
Het is het hoogste ereteken dat een leek kan ontvangen van de paus. De medaille komt in het protocol van het Vaticaan desondanks na de vijf pauselijke ridderorden.
Niet in aanmerking voor deze onderscheiding komen niet-katholieken, personen in loondienst bij een onderdeel van de Rooms-Katholieke Kerk, priesters en diakens. Dit is niet altijd zo geweest; priester Malingré heeft de onderscheiding ook ontvangen.
Voor de Pauselijke ridderorden geldt dat men meestal de benoeming krijgt en vervolgens het diploma moet laten maken. Daaraan zijn zegelkosten, administratiekosten en andere kosten verbonden. Het versiersel moet door de decorandus zelf bij een juwelier van zijn keus worden gekocht. Bij het Kruis Pro Ecclesia et Pontifice maakt de Pauselijke Hof een uitzondering; men verkrijgt het diploma gratis en het kruis wordt uitgereikt aan de decorandus.
Nederlandse dragers zijn onder meer:
- Petrus Claudius Theodorus Malingré (Heusden, 24 november 1826 - Gouda, 16 december 1909), priester en bouwpastoor.
- Toon Hermans (Sittard, 17 december 1916 - Nieuwegein, 22 april 2000), cabaretier;
- Gerardus Cornelis Scholtes (20 februari 1924 - 26 november 1963) Leidschendam/Den Haag, 34 jaar lang Voorzitter van de Nederlandse Katholieke Slagers Bond (20 februari 1924 - 6- februari 1958), tevens ridder in de Orde van Oranje-Nassau en Ridder in de Orde van Sint-Gregorius de Grote.[bron?]
- Gerardus Adrianus Jacobus Scholtes (Stompwijk 1 januari 1909 - 23 januari 1973) Den Haag, 20 jaar lang Voorzitter van de Haagse afdeling van de Katholieke Slagers Patroons Vereniging, Mede oprichter en bestuurslid van de Haagse Slagers Centrale, Voorzitter regionale commissie voor het Slagersbedrijf, Voorzitter van de Haagse afdeling van Santos en bestuurslid van de Haagse afdeling van de Nederlandse middenstandsbond (zoon van Gerardus Cornelis Scholtes).[bron?]
- Ad van Sleuwen (1 januari 1950), 50 jaar actief als organist in de Sint-Petrus'-Bandenkerk in Hilvarenbeek. Tevens Lid in de Orde van Oranje-Nassau en verguld met de medaille Société Académique Arts-Sciences-Lettres.
- Mgr. C.F.F. Kieckens, directeur van de R.K. bedevaarten, gepensioneerde geestelijke van de 2e rang. (3.7.1900)
- Camiel van Bellegem (1901-1991), vlasser, directeur van de Roomsch-Katholiek vlassersvereniging.

Belgische dragers zijn onder meer :
- Léon Bernard Mathilde Giot, musicus en zangpedagoog (Gent, 4 maart 1956): ademhalingsdeskundige voor sprekers, zangers en blazers , dictie voor zangers.[6][7]
- Edouard Heene
- Louis Rock (Tienen, 1875-1937). (Zie Nieuwe Encyclopedie van de Vlaamse Beweging). De medaille werd hem in 1930 uitgereikt, ter gelegenheid van het vijftigjarig jubileum van de toneelafdeling van het Davidsfonds.
- Jules Jacob Storme

## Het lint
Het lint waaraan het Kruis Pro Ecclesia et Pontifice wordt gedragen is twee vingers breed en van gewaterde zijde. De onderscheiding werd in 1888 uitgereikt aan een rood lint met een brede witte streep en daarin een smalle gouden streep langs iedere boord. Deze linten zijn maar kort gebruikt. In 1893 besloot Paus Leo XIII dat de onderscheiding in het vervolg aan een purperen lint zou worden gedragen. Het lint heeft een brede goud met witte zoom. Goud en zilver zijn de heraldische kleuren van het Pausdom.
In 1908 werd door Paus Pius X gekozen voor een lint dat in twee gelijke verticale vanen goud en zilver zou zijn. Dat lint wordt tot op heden gebruikt.
Men mag het lint ook als baton, een smal rechthoekig gemonteerd stukje lint, op uniformen dragen. In een knoopsgatversiering voor op het revers van een jas is niet voorzien.
Het lint is gelijk aan dat van de Pauselijke Medaille Benemerenti.